# Bezange-la-Petite
Bezange-la-Petite là một xã trong vùng Grand Est, thuộc tỉnh Moselle, quận Château-Salins, tổng Vic-sur-Seille. Tọa độ địa lý của xã là 48° 43' vĩ độ bắc, 06° 36' kinh độ đông. Bezange-la-Petite nằm trên độ cao trung bình là 250 mét trên mực nước biển, có điểm thấp nhất là 209 mét và điểm cao nhất là 290 mét. Xã có diện tích 7,93 km², dân số vào thời điểm 1999 là 100 người; mật độ dân số là 12 người/km². Xã nằm 9 km về phía đông nam của Vic-sur-Seille.

## Thông tin nhân khẩu
| 1962 | 1968 | 1975 | 1982 | 1990 | 1999 |
| ---- | ---- | ---- | ---- | ---- | ---- |
| 135  | 136  | 120  | 111  | 87   | 100  |